# Ellsworth Hoagland
Harry Ellsworth Hoagland (* 30. März 1892 in Red Oak, Iowa; † 4. September 1972 in Los Angeles, Kalifornien) war ein US-amerikanischer Filmeditor, der einmal für einen Oscar in der Kategorie bester Schnitt nominiert war und einen Emmy für herausragende Leistungen beim Filmschnitt gewann.

## Leben
Hoagland begann seine Laufbahn als Editor in der Filmwirtschaft Hollywoods 1933 bei dem Film One Sunday Afternoon von Stephen Roberts mit Gary Cooper, Fay Wray und Frances Fuller. Im Laufe seiner Karriere wirkte er an der Herstellung von über sechzig Filmen und Fernsehserien mit.
Bei der Oscarverleihung 1936 war er für den Oscar für den besten Schnitt nominiert, und zwar für den Abenteuerfilm Bengali (Originaltitel: The Lives of a Bengal Lancer, 1935), der von Henry Hathaway mit Gary Cooper, Franchot Tone und Richard Cromwell inszeniert wurde.
1966 erhielt Hoagland zusammen mit Marvin Coil und Everett Douglas einen Emmy für herausragende Einzelleistungen beim Filmschnitt für die zwischen 1959 und 1973 von der NBC produzierte Western-Serie Bonanza. Zuletzt arbeitete er 1970 an der Herstellung der Fernsehserie The Immortal mit.

## Filmografie (Auswahl)
- 1928: Steckbrieflich verfolgt (Ladies of the Mob) (Script Supervisor)
- 1933: One Sunday Afternoon
- 1933: Alice im Wunderland (Alice in Wonderland)
- 1934: Treffpunkt: Paris! (Now and Forever)
- 1935: Bengali (The Lives of a Bengal Lancer)
- 1935: The Big Broadcast of 1936
- 1936: Die Dschungel-Prinzessin (The Jungle Princess)
- 1937: Schiffbruch der Seelen (Souls at Sea)
- 1937: Künstlerball (Artists & Models)
- 1938: Piraten in Alaska (Spawn of the North)
- 1940: Dr. Zyklop (Dr. Cyclops)
- 1940: Weihnachten im Juli (Christmas in July)
- 1941: Verfluchtes Land (The Shepherd of the Hills)
- 1942: Musik, Musik (Holiday Inn)
- 1943: Mutige Frauen (So Proudly We Hail!)
- 1944: Here Come the Waves
- 1946: The Bride Wore Boots
- 1947: Detektiv mit kleinen Fehlern (My Favorite Brunette)
- 1947: Der Weg nach Rio (Road to Rio)
- 1948: Sein Engel mit den zwei Pistolen (The Paleface)
- 1949: Der große Gatsby (The Great Gatsby)
- 1949: Der große Liebhaber (The Great Lover)
- 1950: The Goldbergs
- 1950: Tanzen ist unser Leben – Let’s Dance (Let’s Dance)
- 1950: Menschen ohne Seele (Union Station)
- 1951: Hochzeitsparade (Here Comes the Groom)
- 1952: Nur für Dich (Just for You)
- 1954: Ein Mädchen vom Lande (The Country Girl)
- 1955: Komödiantenkinder (The Seven Little Foys)
- 1956: In geheimer Mission (The Great Locomotive Chase)
- 1957: Stolz und Leidenschaft (The Pride and the Passion)
- 1957: Gunsight Ridge
- 1959–1968: Bonanza (Fernsehserie)
- 1970: Lancer (Fernsehserie)
- 1970: The Immortal (Fernsehserie)

## Auszeichnungen
- 1936: Oscar-Nominierung in der Kategorie Bester Schnitt für Bengali
- 1966: Emmy für herausragende Einzelleistungen beim Filmschnitt